# حنان الفياض
حنان الفياض واسمها الكامل حنان أحمد عبد الله الفياض هي كاتبة وشاعرة قطريّة وهي أيضًا أستاذة الأدب العربي في جامعة قطر، كما أنها المستشارة الإعلامية لجائزة الشيخ حمد للترجمة والتفاهم الدولي في قطر.

## الحياة المُبكّرة والتعليم
حصلت حنان أحمد عبد الله الفياض على درجة البكالوريوس في الآداب والتربية تخصص لغة عربية من جامعة قطر، وحصلت على درجة الماجستير تخصص النحو والصرف ثم درجة الدكتوراه في التخصص نفسه من كلية دار العلوم بجامعة القاهرة. عملت حنان مدرّسة في عددٍ من مدارس قطر مدة خمس سنوات ثم عملت في قسم المناهج بوزارة التربية والتعليم.

## المسيرة المهنيّة
تُعتبر حنان الفياض من الكفاءات الوطنية في دولة قطر في المجالين الأكاديمي والإعلامي، حيث تميزت في عملها كمقدمة برامج في قناة الريان الفضائية، وبرزت في المجال الإعلامي، كما زادت شهرتها في مجال الكتابة والتأليف والنشر كشاعرة وأديبة.
تُعتبر حنان أيضًا من أوائل الإعلاميات القطريات اللاتي التحقنَ بالعمل الإعلامي مع انطلاق قناة الريان، كما تُعتبر ضمنَ أبرز الفاعلات الجمعويّات بسببِ نشاطاتها المتنوّعة في خدمة المجتمع أهمها رئاسة فعالية عد القصيد بشقها النسائي ضمن احتفالات اليوم الوطني القطري، والمشاركة في تحكيم الأعمال المقدمة لنيل جائزة الدولة لأدب الطفل. شاركت حنان الفياض – وهي رئيسة قسم اللغة العربية في جامعة قطر – في فعاليات احتفالات جمعية أصدقاء الصحة النفسية «وياك» بوصفها سفيرة فخرية للجمعية، وذلك بحضور رئيس جامعة قطر حسن الدرهم وعدد من رؤساء الأقسام والإعلاميين.

## آراء
ترى حنان الفياض أن الترجمة فعلٌ ثقافيٌ متحرك لا يقبل الثبات، وذلك نظرًا لدورها في تعرف الآخر، وتعزيز قيم الحوار والمثاقفة. ترى حنان أن المرأة القطرية قد حظيت باهتمام خاص من الحكومة، واتضح ذلك أكثر بعد إعلان رؤية قطر 2030 كما تقول. ترى الفياض أنّ هناك عددًا من القطريات لمعن في عشرات المجالات فظهرن بمهنية عالية وحضور لافت على غرار لولوة الخاطر المتحدث الرسمي باسم وزارة الخارجية القطريّة.